# Mujibnagar
Mujibnagar è un sottodistretto (upazila) del Bangladesh situato nel distretto di Meherpur, divisione di Chittagong. Si estende su una superficie di 112,68 km² e conta una popolazione di 80.202 abitanti.